# Eemnesserweg 93 (Baarn)
Het koetshuis annex koetsierswoning van villa Benthuijs aan de Eemnesserweg 93 is een rijksmonument in Baarn in de provincie Utrecht. Het huis staat in het Wilhelminapark dat onderdeel is van  rijksbeschermd dorpsgezicht Prins Hendrikpark e.o.

## Oorsprong
Op basis van de overeenkomst in bouwstijl vermoedt men dat de woning in dezelfde periode is gebouwd als villa Benthuijs. Ten opzichte van de dienstwoning aan de Eemnesserweg 95 kreeg het koetshuis relatief veel architectonische aandacht.

## Bewoning
De villa is steeds particulier bewoond geweest.